# Carsta Genäuß
Carsta Genäuß   (Dresden, 30 de novembre de 1959) és una piragüista d'aigües tranquil·les alemanya, ja retirada, que va competir sota bandera de la República Democràtica Alemanya durant les dècades de 1970 i 1980.
El 1980 va prendre part en els Jocs Olímpics d'Estiu de Moscou, on va guanyar la medalla d'or en la prova del K-2, 500 metres del programa de piragüisme. Formà parella amb Martina Bischof.
En el seu palmarès també destaquen set medalles d'or al Campionat del Món de piragüisme en aigües tranquil·les, entre les edicions de 1978 i 1985. A nivell nacional guanyà nou campionats alemanys.